# Jamahiriya Women's Federation
Women's General Union (WGU) sedan kallad Jamahiriya Women's Federation och slutligen Revolutionary Women's Formation (RWF), var en förening för kvinnors rättigheter i Libyen, grundad 1970.
En blygsam kvinnorörelse hade uppkommit i Libyen genom grundandet av en första kvinnoförening i Benghazi 1955, följd av en i Tripoli, men under monarkin levde majoriteten kvinnor ett traditionellt liv, med undantag för en liten europeiserad urban elit, och kvinnorörelsen hade inte mycket framgång.  
Efter Muammar Khadaffis maktövertagande 1969 genomgick kvinnors roll i Libyen en radikal förändring. Alla föreningar och organisationer i Libyen förbjöds utom de som tillhörde den styrande Jamahiriya-regimen. De små kvinnoföreningarna förenades 1970 i Women's General Union (WGU), 1977 kallad Jamahiriya Women's Federation och slutligen Revolutionary Women's Formation (RWF), under Khadījah Jahamī. Denna höll sin första kongress 1970, och lade fram sina önskningar till regimen, som ska ha blivit genomförda. 
Föreningens uppgift var att mobilisera kvinnorna i enlighet med det styrande partiet och genomföra regimens policy ifråga om kvinnor. Regimen hade en progressiv policy, och förklarade i Clausus 5 ur Constitutional Proclamation av den 11 December 1969 könen som jämlika. Obligatorisk grundskola för flickor infördes, kvinnor uppmanades att utbilda sig och arbeta, och en militärakademi för kvinnor grundades 1979. Under 1970- och 80-talen blev det också vanligt att även kvinnor som inte tillhörde överklassen visade sig obeslöjade. 
Den officiella policyn om jämlikhet genomfördes dock inte helt i praktiken. Bara en minoritet kvinnor gick vidare från grundskolan till universiteten, och utanför kvinnoorganisationen var kvinnor knappt politiskt representerade: bara sex kvinnor blev medlemmar i folkkongressens sekretariat 1977-2006. 